# Shakers
Pour les articles homonymes, voir Shaker (homonymie).
 (octobre 2023).
 (octobre 2023).
Si vous disposez d'ouvrages ou d'articles de référence ou si vous connaissez des sites web de qualité traitant du thème abordé ici, merci de compléter l'article en donnant les références utiles à sa vérifiabilité et en les liant à la section « Notes et références ».

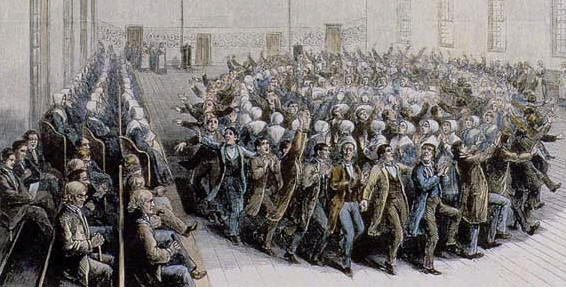
Danse des fidèles durant un office shaker.

Les shakers sont les membres d'une branche du protestantisme, issue des quakers, née au début du XVIIIe siècle sous le nom d’« Organisation de la Société Unie des Croyants dans la Deuxième apparition du Christ (United Society of Believers in Christ's Second Appearing, USBSCA) ».

## Historique

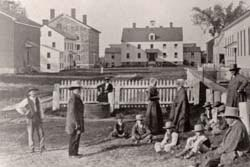
Village shaker de Watervliet, Albany (NY), années 1870.

### Origine
Les croyances de la communauté des shakers ont pour origine le prophétisme des camisards des Cévennes, importé en Angleterre par les prophètes camisards réfugiés après la reddition de certains de leurs chefs (Jean Cavalier en 1704, Élie Marion en 1705 - ce  dernier sera le principal prophète cévenol en exil à Londres de 1706 à sa mort en 1713). Beaucoup de camisards quittent alors la France, parfois avec le projet de revenir y reprendre le combat. Passés par la Suisse et les Pays-Bas, plusieurs « prophètes cévenols » trouvent finalement à Londres la tolérance dont ils ont besoin. Ils s'y font rapidement connaître sous le nom de « French Prophets » ou parfois d'« Enfants de Dieu ». Certains d'entre eux développent des visions millénaristes, annonçant que la fin du monde serait proche. Les camisards réfugiés et leurs adeptes anglais prophétisent en public, dans un style très bruyant et expressif, se livrent à des services d'adoration de nature extatique (chants, danses, soupirs, parfois chutes au sol et transes), pratiquent le parler en langues et les guérisons miraculeuses, manifestant sur la voie publique ou dans des églises de manière parfois grotesque.
En 1747, un groupe de quakers de Manchester conduit par James et Jane Wardley, la Wardley Society, adopte les pratiques des French Prophets, et se voit affubler du surnom de shaking quakers (« trembleurs agités » est l'une des traductions possibles de ce sobriquet).

### L'Amérique, nouvelle terre promise
En 1774, persécutés par les autorités anglaises, une partie de la Wardley Society émigre sous la houlette de Ann Lee, partant de Manchester pour rejoindre la Nouvelle-Angleterre. À la suite de nombreux puritains anglais, et d'autres groupes pourchassés pour leurs opinions religieuses, ils voient en effet dans la colonie britannique une nouvelle terre promise leur permettant de vivre leur foi dans son intégralité. Mais c'est à la suite d'une « inspiration » de leur leader Ann Lee, qui se fait appeler Mother Ann, qu'ils émigrent. Voici comment elle décrivait cette vision : « J'ai vu un grand arbre, dont chaque feuille brillait d'un tel éclat qu'elle ressemblait à une torche enflammée, représentant l'Église du Christ, qui sera établie dans ce pays. » Ils s'installent d'abord à Watervliet (New York) avant de fonder d'autres communautés villageoises au fur et à mesure de que de nouveaux adeptes les rejoignent. Leurs mœurs sont particulièrement austères : célibat obligatoire, propriété privée interdite, propreté, honnêteté, intégrité, travail (agricole, artisanal, etc.), frugalité, chasteté, confession, pacifisme, égalitarisme (genre, fonction, éducation), fondation d'orphelinats, école mutuelle... Ils se réclament ouvertement des French Prophets dont ils conservent le style de service religieux, tout en y ajoutant graduellement des chorégraphies et des chants bien structurés.

### Apogée et déclin
Malgré le renouvellement biologique impossible et l'austérité des shakers, leur mouvement connaît un succès assez rapide. L'apogée des shakers se situe au milieu du XIXe siècle (1820-1860) : en particulier , l'ère des manifestations (en), une période qui s'étend de 1837 au milieu des années 1850, correspond à un renouveau spirituel marqué par des visions et des expériences extatiques parmi les adeptes, qui s'expriment au travers de chants, de danses et de dessins. Il y a alors environ 25 villages ou communautés et près de 4000 membres. 
L'engagement des shakers dans le célibat volontaire est la cause de leur déclin inexorable, car, en plus d'interdire les naissances, cela freine les adhésions. Pour enrayer ce déclin, des shakers de  Sabbathday Lake Shaker Village, Theodore E. Johnson et Mildred Barker, lancent en 1961 The Shaker Quarterly (en) qui sera publié jusqu'1996. Ce périodique contenait des informations sur les shakers, et parfois aussi d'un catalogue de vente par correspondance de produits créés par la communauté shaker de Sabbathday Lake, comme les tisanes et les produits à base de plantes. 
Au début du XXIe siècle, il ne reste plus que trois shakers, dans le village de Sabbathday Lake (Maine). Ils y accueillent visiteurs et sympathisants lors de leurs réunions, chaque dimanche matin, et restent ouverts aux nouveaux convertis.

## Les shakers et le design

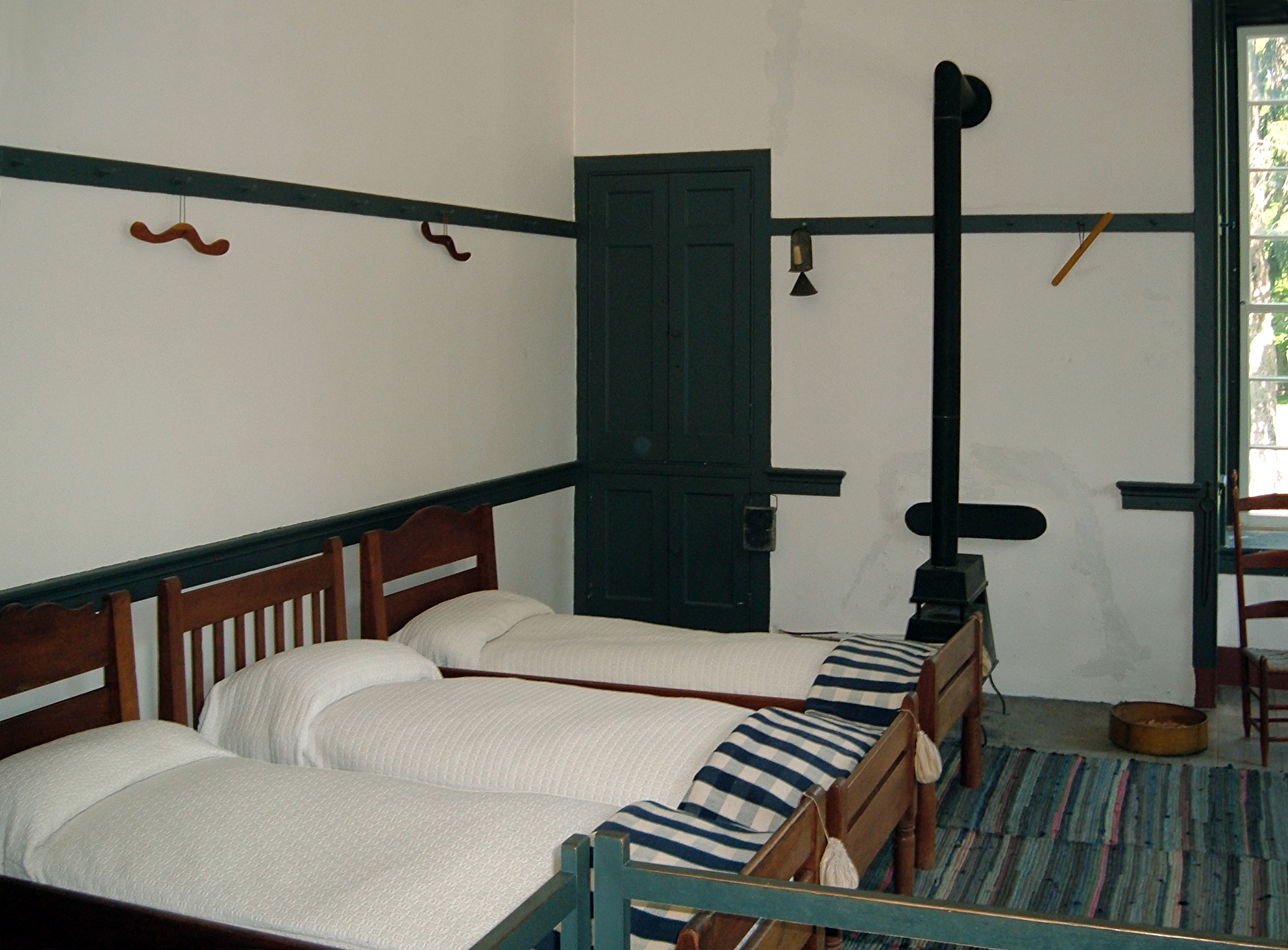
Exemple de design shaker.

Les convictions puritaines des shakers leur ont fait développer un style propre de mobilier, dépouillé de tout ajout décoratif. Longtemps considéré comme purement utilitaire, le mobilier shaker a ces dernières années attiré l'attention de designers qui y voient une préfiguration du minimalisme actuel. Aux États-Unis, les shakers sont essentiellement connus pour cette raison, bien davantage que pour leurs opinions religieuses, et les meubles shakers d'époque se vendent à des prix très élevés.

## Installations de communautés shakers

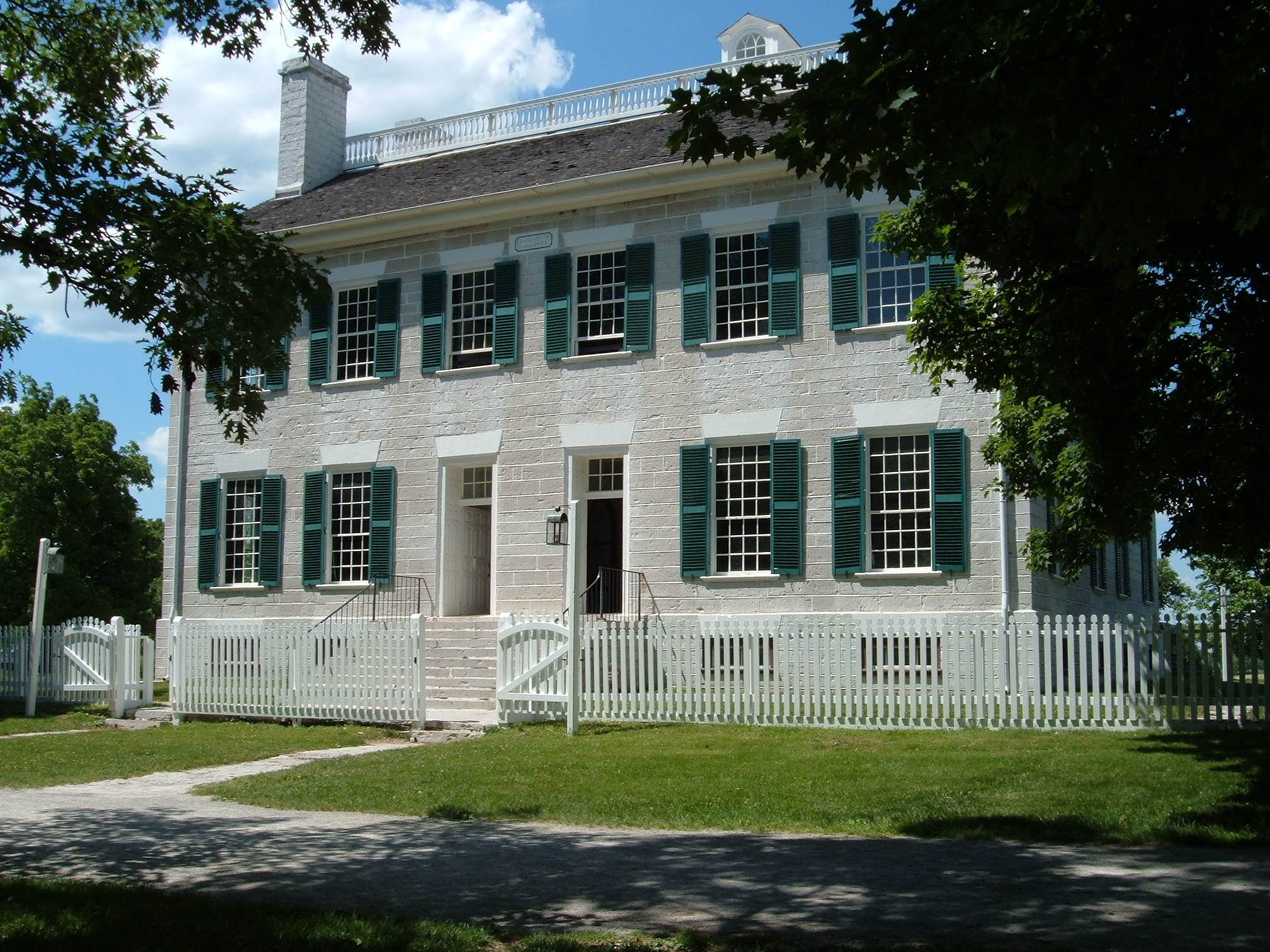
Maison shaker-Haus à Pleasant Hill (Kentucky).

- 1774-1926 Watervliet Shaker Village (en) - Watervliet (New York)
- 1785-1917 Mount Lebanon Shaker Society (en) - New Lebanon (New York)
- 1790-1960 Hancock Shaker Village (en) - Hancock (Massachusetts)
- 1792-1875 Tyringham Shaker Settlement (en) - Tyringham (Massachusetts)
- 1792-1917 Old Enfield Shaker Village (en) - Enfield (Connecticut)
- 1792-1918 Harvard Shaker Village (en) - Harvard (Massachusetts)
- 1792-1992 Canterbury Shaker Village (en) - Canterbury (New Hampshire)
- 1793-1908 Shirley Shaker Village (en) - Shirley (Massachusetts)
- 1793-1923 New Enfield Shaker Village (en) - Enfield (New Hampshire)
- 1793-1931 Alfred Shaker Village (en) - Alfred (Maine)
- 1794-présent Sabbathday Lake Shaker Village - Sabbathday Lake (Maine)
- 1805-1912 Union Village Shaker settlement (en) - Union Village (Ohio)
- 1806-1900 Watervliet Shaker Village (en) - Watervliet (Ohio)
- 1806-1910 Pleasant Hill (Kentucky)
- 1807-1827 West Union Shaker village (en) - West Union-Busro (Indiana)
- 1807-1922 South Union Shaker Village (en) - South Union (Kentucky)
- 1808-1819 Gorham Shaker Village - Gorham (Maine) (Maine)
- 1810-1812 New Canaan Shaker Village - New Canaan (Connecticut)
- 1817-1821 Savoy Shaker village - Savoy (Massachusetts) (Massachusetts)
- 1822-1899 North Union Shaker Site (en) - North Union (Ohio)
- 1822-1916 Whitewater Shaker Settlement (en) - Whitewater (Ohio)
- 1826-1836 Alasa Farms (en) - Sodus and Huron (New York)
- 1836-1892 Groveland Shaker Village (en) - Groveland (New York)
- 1858-1910 Philadelphia Shakers - Philadelphie (Pennsylvanie)
- 1895-1924 Narcoosee Shaker Village (en) - Narcoosee (Floride)
- 1898-1902 White Oak Shaker Colony (en) - White Oak (Géorgie)

## Personnalités
- Mère Jane Wardley (en), avec son mari James, en rupture de quakerisme en 1747 à Bolton (Grand Manchester)
- Mère Ann Lee (1736-1784), Jour sombre de la Nouvelle-Angleterre (19/05/1780)
- James Whittaker (en) (1757-1787)
- Lucy Wright (en) (1760-1821)
- Hannah Cohoon (1788-1864), peintre, illustratrice
- Tabitha Babbitt (1779-1853), inventrice

## Pour approfondir

#### Anglophone

##### Notices dans des encyclopédies et manuels de références
- Catherine L. Albanese, America : Religions and Religion, Belmont, Californie, Wadsworth Pub. Co. (réimpr. 1991, 1998, 2006, 2012) (1re éd. 1981), 551 p. (ISBN 9780534164881, lire en ligne), p. 241-244,
- William M. Kephart (dir.), Extraordinary groups : An examination of unconventional life-styles, vol. 3, New York, St. Martin's Press (réimpr. 1991, 1993, 1994) (1re éd. 1987), 301 p. (ISBN 9780312278632, lire en ligne), p. 187-219,
- II Queen, Edward L (dir.) et Gardiner H. Shattuck Jr. (dir.), Encyclopedia of American Religious History, vol. 2 : M-Z, New York, Facts on File (réimpr. 2001) (1re éd. 1996), 871 p. (ISBN 9780816043354, lire en ligne), p. 675-677,
- Paul Marx, Utopia in America, Evanston, Illinois, John Gordon Burke, 2002, 114 p. (ISBN 9780934272728, lire en ligne), p. 37-51,
- George Thomas Kurian (dir.) et Mark A. Lamport (dir.), Encyclopedia of Christianity in the United States, vol. 4 : N-S, Lanham, Maryland, Rowman & Littlefield, 2016, 2135 p. (ISBN 9781442244313, lire en ligne), p. 2092-2094,

##### Essais
- Wim Coleman (dir.), Shakers, Carlisle, Massachusetts, Discovery Enterprises (réimpr. 1997) (1re éd. 1970), 72 p. (ISBN 9780613191463, lire en ligne),
- Doris Faber, The Perfect Life, New York, Farrar, Straus and Giroux (réimpr. 1976) (1re éd. 1974), 232 p. (ISBN 9780374358198, lire en ligne),
- Flo Morse, The Story of the Shakers, Woodstock, Vermont, Countryman Press (réimpr. 2016) (1re éd. 1986), 132 p. (ISBN 9781581573411, lire en ligne),
- L. Edward Purcell, The Shakers, New York, Crescent Books (réimpr. 1991) (1re éd. 1988), 134 p. (ISBN 9780517644577, lire en ligne),
- Jean M. Humez (dir.), Mother's First-Born Daughters : Early Shaker Writings on Women and Religion, Bloomington, Indiana, Indiana University Press, coll. « Religion in North America » (réimpr. 2014) (1re éd. 1993), 340 p. (ISBN 9780253328700, lire en ligne),
- William C. Ketchum Jr., Simple Beauty : The Shakers in America, New York, Smithmark (réimpr. 2005) (1re éd. 1996), 136 p. (ISBN 9780831781712, lire en ligne),
- Jean Kinney Williams, The Shakers : American Religious Experience, New York, Franklin Watts, 1997, 120 p. (ISBN 9780531113424, lire en ligne),
- Joseph R. Votano, The Shaker Legacies : Hancock and Mount Lebanon, Atglen, Pernnsylvanie, Schiffer Publishing, 2015, 168 p. (ISBN 9780764349331, lire en ligne),
- Vincent Newton (dir.) (préf. Flo Morse), The Shaker's Guide to Good Manners, New York, The Countryman Press, 2017, 104 p. (ISBN 9781581574999, lire en ligne),

##### Dictionnaires spécifiques
- Holley Gene Duffield, Historical Dictionary of the Shakers, Lanham, Maryland, Scarecrow Press, 2000, 264 p. (ISBN 9780810836839, lire en ligne),
- Stephen Paterwic, Historical Dictionary of the Shakers, Lanham, Maryland, Scarecrow Press, 2008, 376 p. (ISBN 9780810859593, lire en ligne),

##### Articles
- Russell H. Anderson, « Agriculture among the Shakers, Chiefly at Mount Lebanon », Agricultural History, vol. 24, no 3,‎ juillet 1950, p. 113-120 (8 pages) (lire en ligne ),
- Seymour L. Gross, « Hawthorne and the Shakers », American Literatur, vol. 29, no 4,‎ janvier 1958, p. 457-463 (7 pages) (lire en ligne ),
- Burnette Vanstory, « Shakerism and the Shakers in Georgia », The Georgia Historical Quarterly, vol. 43, no 4,‎ décembre 1959, p. 353-364 (12 pages) (lire en ligne ),
- Nelson M. Blake, « Eunice against the Shakers », New York History, vol. 41, no 4,‎ octobre 1960, p. 359-378 (20 pages) (lire en ligne ),
- C. Allyn Russell, « The Rise and Decline of the Shakers », New York History, vol. 49, no 1,‎ janvier 1968, p. 29-55 (27 pages) (lire en ligne ),
- Sibyl R. Heim, « The Shakers », CORD News, vol. 2, no 1,‎ avril 1970, p. 27-39 (13 pages) (lire en ligne ),
- John M. Keith Jr., « The Early Manufacture and Selling of the Shakers at South Union, Kentucky », The Register of the Kentucky Historical Society, vol. 70, no 3,‎ juillet 1972, p. 187-199 (13 pages) (lire en ligne ),
- M. J. Meggitt, « The Sun and the Shakers: A Millenarian Cult and Its Transformations in the New Guinea Highlands », Oceania,, vol. 44, no 1,‎ septembre 1973, p. 1-37 (37 pages) (lire en ligne ),
- M. J. Meggitt, « The Sun and the Shakers: A Millenarian Cult and Its Transformation in the New Guinea Highlands (Continued) », Oceania, vol. 44, no 2,‎ décembre 1973, p. 109-126 (18 pages) (lire en ligne ),
- Priscilla J. Brewer, « Emerson, Lane, and the Shakers: A Case of Converging Ideologies », The New England Quarterly, vol. 55, no 2,‎ juin 1982, p. 254-275 (22 pages) (lire en ligne ),
- Al Logan Slagle, « Tolowa Indian Shakers and the Role of Prophecy at Smith River, California », American Indian Quarterly, vol. 9, no 3,‎ été 1985, p. 353-374 (22 pages) (lire en ligne ),
- Morris B. Abram, « Affirmative Action: Eair Shakers and Social Engineers », Harvard Law Review, vol. 99, no 6,‎ avril 1986, p. 1312-1326 (15 pages) (lire en ligne ),
- Matthew Cooper, « Relations of Modes of Production in Nineteenth Century America: The Shakers and Oneida », Ethnology, vol. 26, no 1,‎ janvier 1987, p. 1-16 (16 pages) (lire en ligne ),
- Archie Faircloth, « The Importance of Accounting to the Shakers », The Accounting Historians Journal,, vol. 15, no 2,‎ 1988, p. 99-129 (31 pages) (lire en ligne ),
- J. Worth Estes, « The Shakers en their Proprietary Medecines », Bulletin of the History of Medicine, vol. 65, no 2,‎ été 1991, p. 162-184 (23 pages) (lire en ligne ),
- Priscilla J. Brewer, « "Tho' of the Weaker Sex": A Reassessment of Gender Equality among the Shakers », Signs, vol. 17, no 3,‎ printemps 1992, p. 609-635 (27 pages) (lire en ligne ),
- Linda Fujie, « "Draw the Cords of Union Stronger": The Musical Life of the American Shakers », The World of Music, vol. 35, no 3,‎ 1993, p. 51-79 (29 pages) (lire en ligne ),
- Kathryn M. Olson, « The Role of Dissociation in Redeeming Knowledge Claims: Nineteenth-Century Shakers' Epistemological Resistance to Decline », Philosophy & Rhetoric, vol. 28, no 1,‎ 1995, p. 45-68 (24 pages) (lire en ligne ),
- John E. Murray, « Henry George and the Shakers: Evolution of Communal Attitudes Towards Land Ownership », The American Journal of Economics and Sociology, vol. 55, no 2,‎ avril 1996, p. 245-256 (12 pages) (lire en ligne ),
- Metin M. Coşgel, Thomas J. Miceli, John E. Murray, « Organization and Distributional Equality in a Network of Communes: The Shakers », The American Journal of Economics and Sociology, vol. 56, no 2,‎ avril 1997, p. 129-144 (16 pages) (lire en ligne ),
- Stephen J. Stein, « The "Not-So-Faithful" Believers: Conversion, Deconversion, and Reconversion Among the Shakers », American Studies, vol. 38, no 3,‎ 1997, p. 5-20 (16 pages) (lire en ligne ),
- James Isaac & Irwin Altman, « Interpersonal Processes in Nineteenth Century Utopian Communities: Shakers and Oneida Perfectionists », Utopian Studies, vol. 9, no 1,‎ 1998, p. 26-49 (24 pages) (lire en ligne ),
- Metin M. Coşgel, John E. Murray, « Productivity of a Commune: The Shakers, 1850-1880 », The Journal of Economic History, vol. 58, no 2,‎ juin 1998, p. 494-510 (17 pages) (lire en ligne ),
- Metin M. Cosgel, « The Commitment Process in a Religious Commune: The Shakers », Journal for the Scientific Study of Religion, vol. 40, no 1,‎ mars 2001, p. 27-38 (12 pages) (lire en ligne ),
- Eyal Regev, « Comparing Sectarian Practice and Organization: The Qumran Sects in Light of the Regulations of the Shakers, Hutterites, Mennonites and Amish », Numen, vol. 51, no 2,‎ 2004, p. 146-181 (36 pages) (lire en ligne ),
- Bridget Bennett, « Sacred Theatres: Shakers, Spiritualists, Theatricality, and the Indian in the 1830s and 1840s », TDR (1988-), vol. 49, no 3,‎ automne 2005, p. 114-134 (21 pages) (lire en ligne ),
- Aletta Biersack, « The Sun and the Shakers, Again: Enga, Ipili, and Somaip Perspectives on the Cult of Ain: Part One », Oceania, vol. 81, no 2,‎ juillet 2011, p. 113-136 (24 pages) (lire en ligne ),
- Aletta Biersack, « The Sun and the Shakers, Again: Enga, Ipili, and Somaip Perspectives on the Cult of Ain: Part Two », Oceania, vol. 81, no 3,‎ novembre 2011, p. 225-243 (19 pages) (lire en ligne ),
- Vickie Cimprich, « Free and Freed Shakers and Affiliates of African Descent at Pleasent Hill, , Kentucky », The Register of the Kentucky Historical Society, vol. 111, no 4,‎ automne 2013, p. 489-523 (35 pages) (lire en ligne ),
- Sam Cherian, Carlos R. Figueroa, Helen Nair, « 'Movers and shakers' in the regulation of fruit ripening: a cross-dissection of climacteric versus non-climacteric fruit », Journal of Experimental Botany, vol. 65, no 17,‎ 2014, p. 4705-4722 (18 pages) (lire en ligne ),
- Robert Akerlof, Richard Holden, « Movers and Shakers », The Quarterly Journal of Economics, vol. 131, no 4,‎ novembre 2016, p. 1849-1874 (26 pages) (lire en ligne ),
- Robert P. Emlen, « Picturing the Shakers in the Popular Illustrated Press: Daily Life at Mount Lebanon in the Winter of 1869–70 », Winterthur Portfolio, vol. 50, no 4,‎ hiver 2016, p. 249-287 (39 pages) (lire en ligne ),
- Sikina Jinnah, « Makers, Takers, Shakers, Shapers: Emerging Economies and Normative Engagement in Climate Governance », Global Governance, vol. 23, no 2,‎ avril - juin 2017, p. 285-306 (22 pages) (lire en ligne ),

#### Francophone
- Jean-Paul Chabrol, Élie Marion, le vagabond de Dieu, Edisud, 1999 (ISBN 2744900869).
- Henri Desroche, Les Shakers américains. D'un néo-christianisme à un pré-socialisme, Éd. de Minuit, 1955, 332 p.